# 私に天使が舞い降りた!
『私に天使が舞い降りた！』（わたしにてんしがまいおりた）は、椋木ななつによる日本の漫画作品。略称は「わたてん」。『コミック百合姫』（一迅社）にて、2017年1月号より2025年6月号まで連載。
とある女子大生と、彼女が恋した女子小学生を中心に描かれる百合作品であり、『コミック百合姫』の月刊化を記念して新連載された。
2023年7月時点で電子書籍を含む累計部数が50万部を突破している。

## あらすじ
大学生の星野みやこはある日、小学5年生になる妹のひなたが連れてきたクラスメイトの白咲花に一目惚れをした。みやこは何とかして花と仲良くなろうと画策するが、重度の人見知りである彼女の不器用な行動は、花に警戒心を抱かせるばかりであった。それでもお近づきになりたいと努力するみやこに対し、花は次第に心を開いていく。

## 登場人物
ここに記載されている学年は全て劇中1年目時点のものである。

### 主要登場人物
星野 みやこ（ほしの みやこ）
声 - 上田麗奈
本作の主人公の大学1年生。誕生日は9月9日、身長163cm（アニメ版では162.7cm）、血液型はA型。重度の人見知りのため友達はおらず、自宅でジャージ姿でいることが多い。人と目を合わせることが苦手なため、左目は髪で隠れている。妹のひなたが連れてきた花に一目惚れをした。
お菓子作りが得意であり、みやこに警戒心を抱く花でさえも認める程である。
コスプレ趣味をもつオタクでもあり、星野家のアルバムによると、中学生の頃には既にその傾向があった（単行本第6巻の巻末マンガによると、当時はいわゆる「邪気眼系の中二病」を発症しており、その後そのことはみやこにとって「黒歴史」になっている）。コスチュームは手作りで、お菓子をダシにして花に様々な衣装を着用させて写真を撮る。ただしスク水等の昔の自分を思い出させるものは苦手。人に見られると恥ずかしいため、家に一人でいるときや夜中には自らもコスプレなどを楽しんでいるが、密かにしているつもりが時折ひなたや母親に見られている。
ひなたの友人に作ったお菓子や料理を振る舞ったりするなど、面倒見が良い一面もある。また、手先が器用で裁縫や髪を結ぶことが得意などの多才さも覗かせる。その腕を見込まれ（ひなたの安請け合いもあって）、ひなたのクラスが文化祭で行う劇の衣装作りに協力する。
普段は人見知りだが好きなことになるとまっすぐに努力するという点も花からお菓子の次に評価されている。
しかし、人見知りのため、人混みではマスクにサングラスをしないと堂々と歩けない、店の店員としゃべれないなど、その度合いはかなり重度。高校時代はロングヘアだったが、その理由も美容院に行けなかったことによる（その後、必要に迫られ自分でヘアカット技術を身につけ、現在の髪型に落ち着いている）。また、昼まで寝てたり、明日からがんばるとずっと言っていたりするなどのダメ人間ぶりも中々。その言動からかよくニートに間違えられる（ひなたたちに大学生であることをなかなか信じてもらえなかった）。二年ばかりの間、私服を買っていない（自作もしていない）、（第40話までの時点で）一度も化粧をしたことがない、などのことを聞かされた乃愛からは、「本当に人間（女の子）なの？」と疑惑視されている。
褒められることに慣れておらず、たまにそういうことがあると、恥ずかしさからいたたまれない気持ちになる。
松本香子については、当初はそのストーカー行為に警戒心を抱いていたが、香子が（行動に問題があるものの）友好的であることや、ストーカー行為以外に実害がないこと（加えてみやこ自身の諦念感情）などから、交友を許容しているようである。
ひなたが学校で姉自慢をした（さらにそれに尾ひれがついた）ため、ひなたのクラスメートたちからはスーパーレディであるかのように思われ、尊敬の対象となっている。そのことを知らされ、いつか本当の自分を知られて幻滅・嘲笑されることを想像して深い憂鬱に苛まれる（小依、夏音との初対面時に品があるかのように取り繕おうとするも、ついに耐え切れなくなり二人に真実を打ち明けるが、夏音の心遣いによりうちとける）。ひなたの学校の文化祭でその子たちと対面し、相手をするうちに挫けそうになるも、花の励ましにより最後まで対応することができ、なんとかボロを出さずに済んだようである（見た目が地味な点を好意的に解釈されていた）。
当初は病的だった人見知りも、ひなたの友達やその母親たち（+松本）との交友を経て、（徐々にではあるが）癒えつつある。
白咲 花（しろさき はな）
声 - 指出毬亜
本作のヒロインである小学5年生。誕生日は3月7日、身長142cm（アニメ版では142.3cm）、血液型はA型。みやこのことは「お姉さん」と呼び、敬語で話す。
クラスメイトであるひなたの家に遊びに行ったとき、みやこと出会った。初対面の時は危険な人だという印象をもっていた。
落ち着いた性格で少し冷めた所もあるが、お菓子のことになると、自制心がなくなりテンションが著しく高くなる。また、みやこの不審な行動に警戒心を抱いているが、彼女の作るお菓子はとても美味しいらしく、お菓子をもらうため、コスプレや写真撮影に嫌々ながらも協力している。
お菓子をもらうために何でもするというわけでもなく、みやこが興奮して暴走気味になったり、身の危険を感じたりするとビンタや威圧してやめさせる場面がある。
意地っ張りで素直じゃない所があり、ホラーものや犬などの苦手な物を前にしても平静を装おうとし、そのことを看破されても強がってみせようとする。
私服のセンスは壊滅的で、ひなたと乃愛からは「ダサい、可愛くない」と散々に言われる。「ひげろー」というゆるキャラが好きで、主にそのデザインの洋服を好んで着用する。ちなみにそのセンスのなさは遺伝らしい。また、可愛いものやおしゃれには興味がない。
髪を結ぶことや、裁縫が苦手などの不器用な一面が目立つ。また、それらのことは自分で自覚がなく、そのことを指摘されると落ち込むなど、大人っぽい性格のなかにもまだまだ小学5年生らしい所も多い。
みやこから度々「天使」と呼ばれていることからひなたに推薦され、文化祭の劇の主役（天使の役）に選ばれた。
星野 ひなた（ほしの ひなた）
声 - 長江里加
みやこの妹で小学5年生。花とは同級生である。誕生日は5月10日、身長141cm（アニメ版では140.7cm）、血液型はO型。みやこのことは「みゃー姉」と呼ぶ。
姉のみやことは違い、人見知りしない、快活で元気いっぱい。何事にも全力で取り組む体力もあり、身体能力が高い。病気で熱を出したときは、みやこに指摘されるまで全く自覚がなかった。言葉遣いは少し乱暴だが、誰とでも仲良くできるなど、コミュニケーション能力が高い。思ったことは誰が相手でもズバッという裏表のない性格で、無自覚でみやこを傷つけたり、恥ずかしい思いをさせることがある。
普段の活発な行動のせいか、寝相が非常に悪い。みやこと一緒に寝たがるが、蹴りを入れたり、殴ったりするので、毎日は一緒に寝られないと拒否される。なので3日に1回くらい一緒に寝ることで我慢している。泊まりに来た花と乃愛も被害を受けているが、寝相が悪いことは無自覚である。
みやこをとても慕っており、かなりのシスコン。学校では、みやこのことを自慢している（これにより、クラスにみやこの評判と共に「みゃー姉」という呼称が浸透した）。花が遊びに来る前は、自分がコスプレをしてみやこを喜ばせていた。ただし、みやこの作った服を着ることが好きなだけで、コスプレ衣装はあまり好きではない。身近な所でみやこが何らかの行動をすると、見えていなくても察知できる。
みやこの誕生日を忘れたときはショックを受け、「みゃー姉強化期間」としていつも以上にベッタリして、トイレにまでついて行こうとした。見かねたみやこに、誕生日プレゼントにあげた「なんでもやる券」で5日間距離を置くよう命じられたときは、喪失感に陥り、心配した乃愛が残りの2日間、みやこのコスプレをしてひなたの面倒をみた。その際はトイレにまで来てもらい、いつも以上にベッタリして、乃愛も快感を得ていた。
みやこが他の友達から好かれることは嬉しいが、花や乃愛ばかり相手にして、自分が構ってもらえないときは嫉妬する。
姫坂 乃愛（ひめさか のあ）
声 - 鬼頭明里
花やひなたと同学年の転校生。誕生日は11月24日、身長143cm（アニメ版では142.7cm）、血液型はAB型。星野家の隣に越してきた。みやこのことは「ミャーさん」と呼ぶ。
当人の容姿や母親の様子からして、ハーフであると思われるが、原作ではそのことは明言されていない（アニメ版のキャラクター設定では、「ハーフの女の子」と明記されている）。
引っ越し早々、隣家のみやこがコスプレ衣装を着て密かに楽しんでいる姿を目撃しており、みやこの弱みを握る。そのかわりに花と一緒にコスプレさせてもらい、写真を撮ってもらい楽しんでいる。しかし、みやこの関心が花ばかりに偏り、写真を撮るときのテンションが自分の時よりも高いのを見て自信を無くし落ち込む。そのときはひなたから慰めてもらい、立ち直る。
両親から甘やかされて育ったせいか、自分は世界一可愛いと思っており、誰かから褒められたがる一面がある。しかし、社交辞令的に可愛いと言われることは嫌う。
性格は明るく人当たりが良いが、みやこに対しては、時折その行動を逆手にとってコスプレするように仕向けるなど、狡猾な面も覗かせる。
ひなたのことが好きで、ひなたからの何気ない言葉や、お姫様抱っこされたときはを顔を赤らめたりする。また、ひなたから褒められたり、ベタベタされたい願望がある。
みやこのコスプレをして、ひなたの面倒をみていた（後の小依の言によると、学校でもしていたらしい）ときは、自分から離れられないと自信に満ちていたが、時間が経ったら、あっさりみやこにベッタリしていったので非常に落ち込んでいた。しかし、ひなたからはみやこの代わりができたのは、みやこと同じくらい好きだからと言われたときは照れて喜んだ。
泊まりのとき、ひなたの部屋のベッドで一緒に寝たときは抱きしめられたと思い、赤面してドキドキしていたが、ヘッドロックをかけられるなどして気絶した。
自身の可愛さのこと以外は常識的なことは持ち合わせており、たびたびツッコミを入れることがある。しかし、ひなたのことになると言動がおかしくなることがあり、取り乱すことがある。
ウサ耳の付いたカバーをつけたスマホを所持している。いつの間にか松本香子の連絡先を把握しており、みやこのファッション絡みの用事があるときは、彼女を呼び出している。
前頭部からハネているアホ毛を「チャームポイント」と言っており、みやこにそれをカットされそうになったときは、「このヒトデナシ!!」と言って本気で怒っていた。
松本 香子（まつもと こうこ）
声 - Lynn
みやこのストーカー→友人。友奈の姉。誕生日は10月16日、身長165cm、血液型はA型。みやこのことは当初「星野さん」と呼んでいたが、すぐに「みやこさん」に変わった。
みやこと同じ高校に通っていたが、2年生の秋、服作りに興味を持ち被服部を見学した際、一人もくもくと活動するみやこに憧れを抱き、以来みやこを目標かつライバルとして人知れず執着するようになった。みやこのことは、初見で「クールでカッコよくて素敵」と感じ、その後みやこの実態を知るも、その憧憬の念は変わらなかった（むしろ、「新しい一面を知ることができた」と、前向きに捉えていた）。
みやこがひなたたちの遊びに付き合って外出したときに、初めてみやこたちの前に現れたが、それまでは直接的なコミュニケーションが一切なかった（みやこの過去の記憶の片隅にあった程度だった）。
高校時代のみやこをまねしてロングヘアにしている。毎日観察活動を行ったり、星野家の周囲を歩き回ることを日課にしていたりとストーカーまがいの行為を繰り返している。みやこの私的な秘密（体のサイズや携帯の番号、星野家内での出来事など）をいつの間にか知っており（しかも、写真や動画に撮っていた）、そのことをみやこからツっこまれても「うふ♥」と笑いで誤魔化している。
みやこの母親にとりいって星野家に出入りするようになり、突然みやこの部屋を訪れては、みやこを驚かせる。
ひなたからは、「松本」と呼び捨てにされている（乃愛からは、一時期「サギのオネーさん」と呼ばれていた）。当初はひなたから敵意むき出しにされ、初めて家を訪れたときは、ひなたが着ていたメイド服の衣装とセットで持っていたバットで殴られそうになった。現在はみやこを褒めあって意気投合し、仲良くなった。ひなた同様、彼女もみやこの行動を察知できるようである。
「みやこ」と名付けた犬を飼っている。
種村 小依（たねむら こより）
声 - 大和田仁美
ひなたたちのクラスの学級委員。誕生日は2月20日、身長139cm（アニメ版では138.6cm）、血液型はB型。夏音のことは、「かの」と呼んでいる。
自信過剰気味のところがあり、誰かに頼ってもらいたい願望があるが、ドジで子供っぽい性格のため、なかなか相手にしてもらえない。
調理実習やお菓子作り、衣装作りではことごとくミスをしているが、ドジなだけで決して不器用ではないらしい（少なくとも裁縫はできる）。
以前は頻繁に保健室に行ってたため、夏音共々園崎先生と顔なじみになっている。
小之森 夏音（このもり かのん）
声 - 大空直美
ひなたたちのクラスの学級委員。誕生日は2月28日、身長141cm、血液型はO型。小依とは物心ついた頃からの幼なじみで、「よりちゃん」と呼んでいる。
おっとりとした性格で器が大きく、小依のカンシャクも上手く対応している。物事が器用で、小依に比べて頼られることが多い。
お菓子作りが得意で、もっと上手になりたいとみやこにお願いして、時々教えてもらっている。
可愛い服には興味があるが、写真を撮られることは恥ずかしがるので、みやこからはコスプレは強要されない。
時折、場を盛り上げようとジョークを飛ばすことがあるが、たいていスベっている。

### 主要登場人物の関係者
松本 友奈（まつもと ゆうな）
声 - 木野日菜
香子の妹。愛称は「ゆう」。
ショッピングモールで香子と逸れ、迷子になっていたところを、偶然通りかかったみやことひなたが見つけ、保護される。
みやこのことを「みゃーこ」と呼んでおり（下記の飼い犬も同様）、普段から香子が盗撮した写真などでみやこを見ていたため初対面でありながら、みやこの顔と名前を知っていた。
自分の姉のことは、「おねえはちょっとへん　だけどゆうにはやさしいからすき」と評している。
みやこ
声 - 大空直美
香子が飼っている犬。散歩中に友奈とはぐれてしまっていた所を、偶然発見した花と乃愛に保護される。友奈が指をさして「バーン!」と言うと、死んだふりをする。
星野 千鶴（ほしの ちづる）
声 - 小清水亜美
みやこ、ひなたの母親。あねご肌の性格で、娘ではひなたの方が似ている。口に禁煙パイポの様な物をくわえている。
みやこの目に余る行動に対しては、強く叱責する。特に、花が初めて星野家に泊まりに来たときにみやこがひなたたちに夕食前にお菓子を振舞ったことに対しては、布団巻きで縛って吊るし、3時間も放置した。以後はそこまでの過酷な制裁はないが、みやこからは陰で「鬼」と呼ばれている。
みやことひなたの仲が良いのを喜ばしく思う反面、母親としてはさみしく思っている。
白咲 春香（しろさき はるか）
声 - 藤村歩（テレビ版） / 後藤麻衣（劇場版）
花の母親。娘の花とは違い、おっとりした性格で人当たりが良い。娘が学校の友達やみやことの交流ができたことに安心感を覚える。
姫坂 エミリー（ひめさか エミリー）
声 - 豊崎愛生
乃愛の母親。明るく、テンションが高い。乃愛に対する溺愛発言が絶えず、それを聞いたみやこは乃愛の性格形成の一端がそこにあると見た。
山中（やまなか）先生
声 - 衣川里佳
ひなたたちのクラス（5年3組）の女性担任。生徒たち（あるいはその周辺の人たち）の奇行を目撃しては、教師としてどう対処すべきか頭を悩ませている。
園崎（そのざき）先生
ひなたたちが通う学校の女性養護教員。メガネ女子。山中先生と呑みに行きその悩み相談に乗るなど、山中先生と親しい模様。第96話で名前が判明。

## 書誌情報
- 椋木ななつ 『私に天使が舞い降りた！』 一迅社〈百合姫コミックス〉、全16巻
  1. 2017年5月18日発売[13]、ISBN 978-4-7580-7672-2
  2. 2017年11月16日発売[14]、ISBN 978-4-7580-7755-2
  3. 2018年6月15日発売[15]、ISBN 978-4-7580-7819-1
  4. 2018年11月15日発売[16]、ISBN 978-4-7580-7875-7
  5. 2019年1月11日発売[17]、ISBN 978-4-7580-7896-2
    - （特装版）同日発売[18]、ISBN 978-4-7580-7897-9

  6. 2019年6月18日発売[19]、ISBN 978-4-7580-7952-5
  7. 2020年1月31日発売[20]、ISBN 978-4-7580-2078-7
    - （特装版）同日発売[21]、ISBN 978-4-7580-2079-4

  8. 2020年9月18日発売[22]、ISBN 978-4-7580-2156-2
    - （特装版）同日発売[23]、ISBN 978-4-7580-2157-9

  9. 2021年2月18日発売[24]、ISBN 978-4-7580-2215-6
    - （特装版）同日発売[25]、ISBN 978-4-7580-2216-3

  10. 2021年10月18日発売[26]、ISBN 978-4-7580-2306-1
    - （特装版）同日発売[27]、ISBN 978-4-7580-2307-8

  11. 2022年6月17日発売[28]、ISBN 978-4-7580-2424-2
    - （特装版）同日発売[29]、ISBN 978-4-7580-2425-9

  12. 2022年10月14日発売[30]、ISBN 978-4-7580-2460-0
    - （特装版）同日発売[31]、ISBN 978-4-7580-24617

  13. 2023年7月18日発売[32]、ISBN 978-4-7580-2579-9
    - （特装版）同日発売[33]、ISBN 978-4-7580-2580-5

  14. 2024年2月17日発売[34]、ISBN 978-4-7580-2657-4
    - （特装版）同日発売[35]、ISBN 978-4-7580-2658-1

  15. 2024年9月28日発売[36]、ISBN 978-4-7580-2769-4
    - （特装版）同日発売[37]、ISBN 978-4-7580-2770-0

  16. 2025年5月29日発売[38]、ISBN 978-4-7580-2901-8
    - （特装版）同日発売[39]、ISBN 978-4-7580-2902-5

## テレビアニメ
2018年6月にテレビアニメ化が発表され、2019年1月から3月までAT-Xほかにて放送された。

### スタッフ
- 原作 - 椋木ななつ[41]
- 監督 - 平牧大輔[41]
- シリーズ構成 - 山田由香[41]
- キャラクターデザイン - 中川洋未[41]
- プロップデザイン - 中野裕紀
- 美術監督 - 安田ゆかり[41]
- 美術設定 - 鈴木俊輔
- 色彩設計 - 石黒けい、呉政宏[41]
- 撮影監督 - 工藤康史[41]
- 編集 - 坪根健太郎[41]
- 音響監督 - 高寺たけし[41]
- 音響効果 - 川田清貴
- 音楽 - 伊賀拓郎[41]
- 音楽プロデューサー - 西辺誠、柴田滋
- 音楽制作 - フライングドッグ[41]
- プロデューサー - 山下愼平、深澤優樹、伊藤将生、鶴田美栄子、有水宗治郎、礒谷徳知
- 制作プロデューサー - 鎌田肇
- アニメーション制作 - 動画工房[41]
- 製作 - わたてん製作委員会（KADOKAWA、一迅社、動画工房、フライングドッグ、ソニー・ミュージックコミュニケーションズ、角川メディアハウス、AT-X）[41]

### 主題歌
主題歌は、主要キャストである指出毬亜、長江里加、鬼頭明里、大和田仁美、大空直美で結成された「わたてん☆5」が担当する。それぞれ作詞はZAI-ON、作曲はEternal Truth、編曲は伊賀拓郎とWEST GROUND。
「気ままな天使たち」
オープニングテーマ。
「ハッピー・ハッピー・フレンズ」
エンディングテーマ。

#### 挿入歌
いずれも第12話で使用された。作詞・作曲・編曲は伊賀拓郎。
「天使の眼差し Prologue」
歌は星野ひなた（長江里加）、姫坂乃愛（鬼頭明里）、種村小依（大和田仁美）、小之森夏音（大空直美）。
「私を呼ぶ声」
歌は白咲花（指出毬亜）、種村小依（大和田仁美）、小之森夏音（大空直美）。
「ようこそ天使の国へ」
歌は種村小依（大和田仁美）、小之森夏音（大空直美）。
「恋するお菓子屋さん」
歌は星野ひなた（長江里加）、姫坂乃愛（鬼頭明里）。
「あの子に会いたい」
歌は白咲花（指出毬亜）、星野ひなた（長江里加）。
「決意」
歌は白咲花（指出毬亜）、種村小依（大和田仁美）、小之森夏音（大空直美）。
「受け継ぐ心」
歌は白咲花（指出毬亜）、星野ひなた（長江里加）、姫坂乃愛（鬼頭明里）。
「天使の眼差し Epilogue」
歌は白咲花（指出毬亜）、星野ひなた（長江里加）、姫坂乃愛（鬼頭明里）、種村小依（大和田仁美）、小之森夏音（大空直美）。

### 各話リスト
| 話数   | サブタイトル                       | 脚本              | 絵コンテ   | 演出              | 作画監督 | 総作画監督                                   |
| ------ | ---------------------------------- | ----------------- | ---------- | ----------------- | --- | -------------------------------------------- |
| 第1話  | もにょっとした気持ち               | 山田由香          | 平牧大輔   | 平牧大輔          | 山野雅明 | 中川洋未                                     |
| 第2話  | サイキョーにカワイイ               | 山田由香          | 山﨑みつえ | 金成旻 藤原佳幸   | 武藤幹 矢野桃子 徳永さやか 中島大智 板倉健 | 松浦麻衣                                     |
| 第3話  | 刷り込み                           | 山田由香          | 山﨑みつえ | ふじいたかふみ    | 山野雅明 板倉健 吉川真帆 中野裕紀 | 中野裕紀                                     |
| 第4話  | ちょっとお話よろしいですか？       | 志茂文彦          | 越田知明   | 由井翠            | 矢野桃子 中島大智 板倉健 山野雅明 武藤幹 千葉啓太郎 | -                                            |
| 第5話  | いいから私にまかせなさい！         | 志茂文彦          | 福田道生   | 鳥羽聡            | 西川絵奈 渥美智也 市原圭子 立口徳孝 徳永さやか | 松浦麻衣                                     |
| 第6話  | みゃー姉に友だちはいないぞ         | 山田由香          | 上坪亮樹   | 上坪亮樹          | 山野雅明 矢野桃子 小田景門 中島大智 西川絵奈 藤田真弓 永田文宏 池添優子 乘冨梓                                                                           | 中野裕紀 菊永千里 菊池政芳 海保仁美          |
| 第7話  | みゃー姉が何いってるかわかんない   | 志茂文彦          | 舛成孝二   | 金成旻 藤原佳幸   | 福井麻記 浦野達也 青野厚司 竹本未希 山﨑絵里 西川絵奈 | 中川洋未                                     |
| 第8話  | 知らないほうが幸せなことってあるよ | 山田由香          | 原口浩     | ふじいたかふみ    | 山野雅明 武藤幹 市原圭子 矢野桃子 中島大智 金璐浩 上野沙弥佳 宮野健 永田文宏                                                                             | 松浦麻衣 菊永千里 菊池政芳 海保仁美          |
| 第9話  | 私が寝るまでいてくださいね         | 山田由香          | 福田道生   | 鳥羽聡            | 渥美智也 西川絵奈 山野雅明 徳永さやか 小田景門 板倉健 中島大智 長尾圭吾 山﨑輝彦 菅原美智代 池添優子 乘冨梓                                              | 中野裕紀 菊永千里 菊池政芳 海保仁美          |
| 第10話 | また余計なこと言っちゃった         | 志茂文彦          | 原口浩     | 大隈孝晴          | 市原圭子 武藤幹 矢野桃子 山野雅明 中島大智 金璐浩 上野佐弥佳 宮野健 永田文宏                                                                             | 松浦麻衣 菊永千里 菊池政芳 海保仁美          |
| 第11話 | つまりお姉さんのせいです           | 山田由香          | 上坪亮樹   | 上坪亮樹          | 宇佐美翔平 櫻井拓郎 柳瀬譲二 山口光紀 七霊石 王敏 周健 朱暁林 柴晨鐘 菅原美智代 藤田真弓 金路浩 上野沙弥佳 宮野健 永田文宏 乘冨梓 山﨑淳 板倉健 矢野桃子 | 中野裕紀 中川洋未 菊永千里 菊池政芳 海保仁美 |
| 第12話 | 天使のまなざし                     | 山田由香 平牧大輔 | 平牧大輔   | 平牧大輔          | 山野雅明 松浦麻衣 渥美智也 中島大智 武藤幹 小田景門 市原圭子 板倉健 矢野桃子 中野裕紀 山崎淳 Seo Seung Hye Lee Juhyeon                                   | 中川洋未 菊永千里 菊池政芳 海保仁美          |
| OVA    | 私がお姉ちゃんだよ                 | 山田由香          | 福田道生   | 上坪亮樹 平牧大輔 | 櫻井拓郎 宇佐美翔平 ニコティ 藤田真弓 菅原美智代 金璐浩 上野沙弥佳 宮野健 永田文宏 畠山元 山野雅明 矢野桃子 久保茉莉子 立口徳孝 小倉寛之 山崎淳 平塚知哉 | 中川洋未 菊永千里 菊池政芳 海保仁美          |

### 放送局
| 放送期間                | 放送時間                     | 放送局      | 対象地域 | 備考                                 |
| ----------------------- | ---------------------------- | ----------- | -------- | ------------------------------------ |
| 2019年1月8日 - 3月26日  | 火曜 22:00 - 22:30           | AT-X        | 日本全域 | 製作参加 / CS放送 / リピート放送あり |
| 2019年1月9日 - 3月27日  | 水曜 0:30 - 1:00（火曜深夜） | TOKYO MX    | 東京都   |                                      |
| 2019年1月10日 - 3月28日 | 木曜 0:00 - 0:30（水曜深夜） | BS11        | 日本全域 | BS放送 / 『ANIME+』枠                |
|                         | 木曜 1:35 - 2:05（水曜深夜） | KBS京都     | 京都府   |                                      |
|                         | 木曜 2:00 - 2:30（水曜深夜） | サンテレビ  | 兵庫県   |                                      |
| 2019年1月11日 - 3月29日 | 金曜 2:05 - 2:35（木曜深夜） | テレビ愛知  | 愛知県   |                                      |
|                         | 金曜 3:00 - 3:30（木曜深夜） | TVQ九州放送 | 福岡県   |                                      |

| 配信開始日    | 配信時間       | 配信サイト |
| ------------- | -------------- | --- |
| 2019年1月9日  | 水曜 0:30 更新 | dアニメストア ニコニコ動画 AbemaTV GYAO! ひかりTV FOD Amazonビデオ あにてれ Rakuten TV DMM.com ビデオマーケット |
|               | 水曜 更新      | アニメ放題 U-NEXT                                                                                               |
| 2019年1月10日 | 木曜 更新      | バンダイチャンネル Hulu J:COMオンデマンド ビデオパス ムービーフルplus                                           |
| 2019年1月15日 | 火曜 更新      | HAPPY!動画 |

### BD / DVD
| 巻  | 発売日        | 収録話              | 規格品番   | 規格品番   |
| 巻  | 発売日        | 収録話              | BD         | DVD        |
| --- | ------------- | ------------------- | ---------- | ---------- |
| 1   | 2019年3月27日 | 第1話 - 第4話       | ZMXZ-12911 | ZMBZ-12921 |
| 2   | 2019年4月24日 | 第5話 - 第8話       | ZMXZ-12912 | ZMBZ-12922 |
| 3   | 2019年5月24日 | 第9話 - 第12話、OVA | ZMXZ-12913 | ZMBZ-12923 |
| BOX | 2022年8月24日 | 全12話、OVA         | ZMAZ-15761 | -          |

### Webラジオ
音泉にて『わたてんラジオ！〜花、ひなた、ノアの放課後お菓子パーティー〜』が2019年1月7日から4月1日まで隔週月曜日に配信された。全7回。パーソナリティは白咲花役の指出毬亜、星野ひなた役の長江里加、姫坂乃愛役の鬼頭明里。
　ゲスト 
　・第2・7回(2019年1月21日・2019年4月1日) - 上田麗奈
　・第3回(2019年2月4日) - 大和田仁美
　・第5回(2019年3月4日) - 大空直美

## 劇場アニメ
2021年2月に、完全新作アニメの劇場公開が発表された。2022年10月14日に『私に天使が舞い降りた！プレシャス・フレンズ』が角川ANIMATION配給で公開された。

### スタッフ（劇場アニメ）
- 原作 - 椋木ななつ
- 監督 - 平牧大輔
- 副監督 - 金成旻
- 脚本 - 山田由香
- キャラクターデザイン - 中川洋未
- 総作画監督 - 中川洋末、熊谷勝弘、きーくん
- 美術監督 - 安田ゆかり
- 色彩設計 - 石黒けい
- 撮影監督 - 工藤康史
- 編集 - 坪根健太郎
- 音響監督 - 高寺たけし
- 音楽 - 伊賀拓郎
- 音楽制作 - フライングドッグ
- アニメーション制作 - 動画工房
- 配給 - 角川ANIMATION
- 製作 - わたてんプレフレ製作委員会

### 主題歌（劇場アニメ）
オープニングテーマおよびエンディングテーマは、テレビアニメに引き続きわたてん☆5が担当。
「プレシャス・フレンズ！」
オープニングテーマ。
「ずっと…ずっと…」
エンディングテーマ。
「大切な気持ち」
挿入歌。歌は白咲花（指出毬亜）、星野みやこ（上田麗奈）。

### BD / DVD（劇場アニメ）
2023年3月24日発売。発売・販売元はKADOKAWA。
- 「私に天使が舞い降りた！プレシャス・フレンズ」─ 限定版 ─
  - 収録内容
    - 本編約67分＋特典映像

  - 限定版特典
    - イベントチケット優先販売申込券
    - デジパック仕様
    - 特製BOX
    - キャラクターデザイン・中川洋未描き下ろしデジパック
    - 絵コンテ
    - 再編集版 縮刷パンフレット
    - キャラクターデザイン・中川洋未描き下ろし プレシャス・リーフレット
    - 映像特典1（全国同時中継舞台挨拶ダイジェスト）
    - 映像特典2（劇場予告・CM・番宣集）

  - 品番
    - BD：ZMXZ-16461
- 「私に天使が舞い降りた！プレシャス・フレンズ」─ 通常版 ─
  - 収録内容
    - 本編約67分＋特典映像

  - 毎回特典
    - イベントチケット優先販売申込券
    - 映像特典（劇場予告・CM・番宣集）

  - 品番
    - BD：ZMXZ-16462
    - DVD：ZMBZ-16463

### Webラジオ（劇場アニメ）
音泉にて『「私に天使が舞い降りた！プレシャス・フレンズ」プレシャス・デリシャス・ハッピーラジオ』が2022年6月27日から10月20日まで不定期で配信された。全4回。パーソナリティは白咲花役の指出毬亜。
　ゲスト 
　・第1回(2022年6月27日) - 鬼頭明里 長江里加
　・第2回(2022年8月18日) - 大和田仁美 大空直美
　・第3回(2022年9月30日) - 長江里加 Lynn
　・第4回(2022年10月20日 - 長江里加 上田麗奈